# Tubo de secado

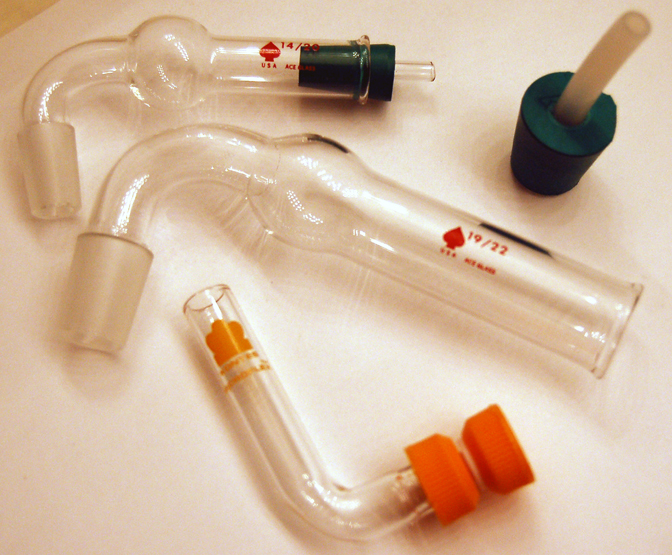
Varios tubos de secado de vidrio. Para ser usados, deben rellenarse con un desecante, normalmente cloruro de calcio.

Un tubo de secado o tubo de desecación es un elemento en forma de tubo que forma parte del material de vidrio de laboratorio. Se emplea para alojar un desecante sólido desechable. Un extremo del tubo de secado termina en una junta de vidrio esmerilado para conectar el tubo de secado a un recipiente de reacción, con el propósito de mantenerlo libre de humedad.
El tubo suele estar doblado y también puede llevar un ensanchamiento en el centro que sirve como depósito de la sustancia desecante. Normalmente, un tubo de secado es de 1-2 cm de ancho y 5-10 cm de largo, y se inclina en un ángulo de unos 90 grados. 
Para su uso, el tubo de secado se llena con un desecante recargable como el cloruro de calcio, y el extremo abierto del tubo de secado está parcialmente bloqueado (por ejemplo, con lana, lana de vidrio o un tapón/corcho que tiene un pequeño agujero en el centro). El tubo de secado está conectado al aparato que debe mantenerse seco a través de la unión de cristal esmerilado. Si el tubo de secado se dobla la curva está orientada de manera que el desecante sólidos no caiga en el recipiente de reacción. Algunos tubos de secado tienen un bulbo o ensanchamiento en el vidrio para evitar que el desecante caiga al recipiente de reacción. Los tubos de secado se deben preparar con antelación, y el desecante se puede sustituir cuando se agota.
A veces los tubos de secado tienen forma de U, para permitir que el gas lo atraviese durante más tiempo. En estos casos se pueden conectar varios tubos en serie, con distinto cometido.

## Empleo
Las reacciones que deben ser calentadas, o que desprendan gases, nunca deben realizarse en recipientes herméticos o sellados pues un exceso de presión podría romper el recipiente. Los tubos de secado son generalmente instalados en la parte superior del condensador de reflujo, permitiendo que la presión pueda ser liberada, mientras que se elimina la humedad atmosférica.
Los tubos de secado se utilizan a menudo en aplicaciones poco exigentes, como por ejemplo en síntesis orgánica. Un buen ejemplo es la reacción de Grignard. Mientras que la reacción se realiza a menudo a temperatura ambiente, el disolvente empleado, generalmente dietiléter  volátil o tetrahidrofurano ya es capaz de desplazar el aire directamente, por lo que las medidas adicionales para excluir la humedad atmosférica son menos importantes.
Un burbujeador de aceite puede ser un sustituto útil. En este caso, los gases pueden escapar, pero el aire no puede entrar porque el burbujeador actúa como una válvula de un solo sentido. Los burbujeadores de aceite pueden tolerar una baja presión en el recipiente de la reacción. El aceite es arrastrado hacia un sumidero en lugar de aire. Sin embargo, si la presión en el recipiente de reacción baja demasiado, el aceite puede ser aspirado en el recipiente de la reacción, contaminándolo.
Para aplicaciones más exigentes, una línea de Schlenk o una caja de guantes se puede utilizar para proporcionar una atmósfera de gas seco e inerte como el argón o el nitrógeno.